# Karolinka
Pour l’article homonyme, voir Karolinka (Grande-Pologne).
Karolinka (en allemand : Karolinenhütte) est une ville du district de Vsetín, dans la région de Zlín, en Tchéquie. Sa population s'élevait à 2 529 habitants en 2020.

## Géographie
Karolinka se trouve dans la vallée de la rivière Vsetínská Bečva, près de la frontière avec la Slovaquie. Elle est située à 18 km à l'est de Vsetin, à 44 km au nord-est de Zlín, à 120 km à l'est-nord-est de Brno et à 286 km à l'est-sud-est de Prague.
Karolinka est limitée par Hutisko-Solanec au nord, par Velké Karlovice à l'est, par la Slovaquie au sud et par Nový Hrozenkov à l'ouest.

## Histoire
En 1861-1862, une verrerie est fondée près du village de Nový Hrozenkov, par Salomon Reich, qui lui donne le nom de sa belle-mère : Caroline. En 1949, le quartier de la verrerie est séparé de la commune de Nový Hrozenkov et reçoit en 1951 le nom de Karolinka.